# Белое Озеро (Брестская область)
Бе́лое О́зеро (бел. Белае Возера) — посёлок в Брестском районе Брестской области Беларуси на берегу Белого озера. Входит в состав Знаменского сельсовета. Расположен в 25 км к югу от Бреста, в 7 км восточнее от границы с Польшей, 15 км от пограничного перехода Домачево-Словатичи.
Тут созданы крупные рекреационные комплексы: туристско-оздоровительный комплекс «Белое озеро», базы отдыха «Белое озеро» Белорусской железной дороги, «Элма». В 2013 году открыт комплекс европейского уровня — шале «Гринвуд», который имеет гостиницу и ресторан в сосновом лесу на берегу Белого озера.
Неподалёку к северо-востоку от посёлка и озера, на берегу Рогознянского озера, в посёлке Берестье расположен санаторий «Берестье».
Обозначен на карте 1985 года как турбаза Белое Озеро.

## Население
На 1 января 2018 года насчитывалось 79 жителей в 42 домохозяйствах, из них 4 младше трудоспособного возраста, 45 — в трудоспособном возрасте и 30 — старше трудоспособного возраста.